# Johann Nikolaus Tetens
Johann Nikolaus (Nicolaus ou Nicolas) Tetens, né le 16 septembre 1736 à Tetenbüll (Schleswig) et mort le 14 août 1807 à Copenhague, est un philosophe et savant allemand, contemporain de Kant. Tetens fut surnommé le "Locke allemand", dans la mesure où il peut être considéré comme le principal représentant de l'empirisme en Allemagne dans la seconde moitié du XVIIIe siècle.

## Biographie
En 1754 Tetens s'inscrit à l'université de Copenhague pour étudier la mathématique et la physique, puis poursuit en 1755 ses études à l'université de Rostock  où il suit également un enseignement en philosophie (il assiste aux cours de Johann Christian Eschenbach, philosophe et juriste). Il obtient le grade de Magister en 1759.
À partir de 1760, Johann Nikolaus Tetens enseigne la philosophie et la physique à l'Académie de Bützow (Mecklembourg-Poméranie-Occidentale). Durant cette période, il écrit un grand nombre de traités sur des sujets divers, de la couleur du ciel à l'existence de Dieu en passant par les origines des langues (voir la liste impressionnante de références rapportés par Kordes).
En 1777, Tetens devient professeur de philosophie à l'Université de Kiel. Mais en 1789 Tetens entame une nouvelle carrière de haut fonctionnaire danois : membre du Finanzcollegium in Copenhague, puis (1791) conseiller d'État, et (1803) codirecteur de Den Dansk-Norske Speciesbank et directeur de la caisse des veuves. Lorsque la caisse des veuves de la Principauté de Calenberg fait faillite en 1779, il doit convaincre des principes actuariels sur lesquels le calcul des cotisations doit s'appuyer, en s'adressant aux 3 700 souscripteurs, aux 723 veuves et aux autorités. Tetens assure que la Caisse n'aurait pas connu de déficit si elle avait fait usage de la table.
Tetens a également  contribué aux mathématiques pures et appliquées. Son intérêt pour l'algèbre des polynômes le rattache à l'école combinatoire allemande de Carl Friedrich Hindenburg, Christian Kramp et d'autres. Ses travaux appliqués ressortent des sciences actuarielles.
Tetens décède le 14 août 1807 à Copenhague. Ses restes ont été transférés en 1936 dans le vieux cimetière de l'église St Petri.

## L'œuvre philosophique

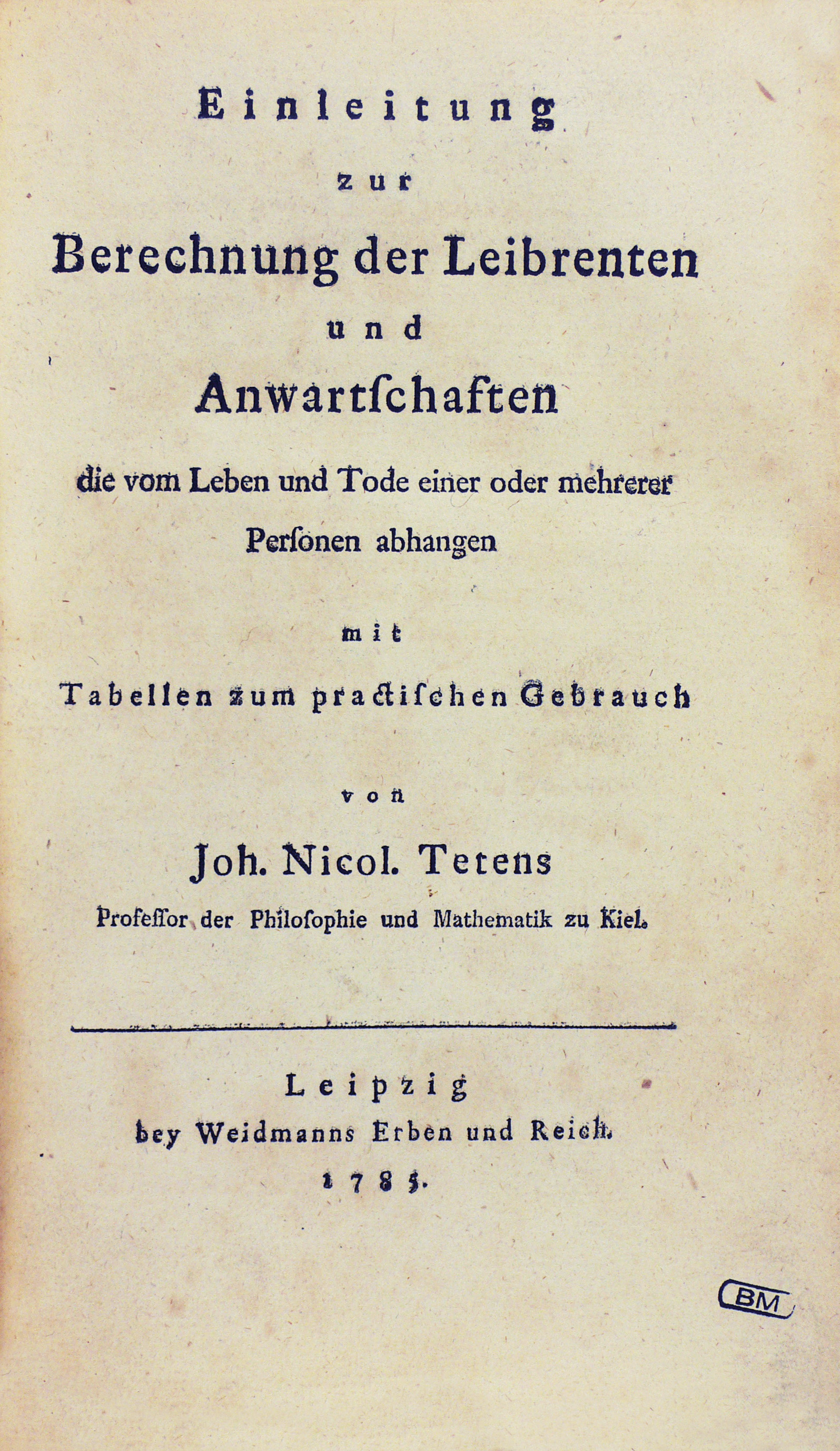
Einleitung zur Berechnung der Leibrenten, 1785.

À la fois influencé par le rationalisme allemand (Christian Wolff, Johann Georg Feder et surtout Johann Heinrich Lambert), par l'empirisme de l'école écossaise (David Hume, Thomas Reid, ou encore James Beattie, John Oswald) et par le sensualisme français (Condillac, Charles Bonnet), Tetens publie en 1775 un essai Sur la Philosophie spéculative universelle, dans lequel il entend réformer l'ontologie (qu'il désigne comme "philosophie transcendante") par la "réalisation des principes et concepts transcendants".
Deux ans plus tard parait son œuvre majeure : les Essais philosophiques sur la nature humaine et son développement (1777). L'enjeu de cet ouvrage monumental, composé de 14 essais, est de fonder une anthropologie philosophique dans une psychologie empirique. Le premier tome (Essais 1 à 11) part du problème de l'unité des facultés de l'âme qu'il prétend ramener à une seule et même "force originaire". Cette dernière se divise en effet en trois "forces fondamentales" : le sentiment (faculté de sentir), le pouvoir de représenter et le pouvoir de penser, auxquels il faut ajouter la "force active" de l'âme (c'est-à-dire la volonté). L'analyse des facultés de l'âme conduit Tetens à proposer une théorie de la connaissance tout à fait originale, dans laquelle l'objectivité est fondée sur la subjectivité universelle du sujet connaissant. On sait que Kant avait lu les Essais philosophiques de Tetens durant la dernière phase de rédaction de la Critique de la raison pure et avait trouvé chez cet auteur matière pour élaborer sa propre théorie de l'objectivité. Le deuxième tome (Essais 12 à 14) est consacré aux problèmes de la liberté et de la perfectibilité de l'homme.
En 1778 et en 1783 Tetens publie trois articles dans lesquels il expose ses propres conceptions théologiques. Deux voies permettent de prouver la réalité du concept de Divinité : la première consiste à déterminer la réalité du concept d'Infini, la seconde à montrer que, partant de l'ordre de la nature, on remonte nécessairement à une cause première du monde, qui est un Être intelligent. Ce deuxième essai est dirigé contre le scepticisme de Hume. Le troisième article est un dialogue philosophique sur la dépendance du fini à l'égard de l'Infini.

## Ses travaux scientifiques
Le livre Einleitung zur Berechnung der Leibrenten und Anwartschaften, publié à Leipzig en 1785 (erster teil) - 1786 (zweiter teil) est un monument de la science actuarielle. Outre une synthèse remarquable des travaux précédents, de la table de mortalité de Halley aux Observations on reversionary payments de Richard Price. Les actuaires y reconnaissent la première mesure de risque (le Risico der Casse). De plus, il offre des développements en statistique mathématique : grâce à l'approximation moivrienne de la loi binomiale, Tetens a essayé de calculer le niveau de confiance d'une estimation.

## Bibliographie

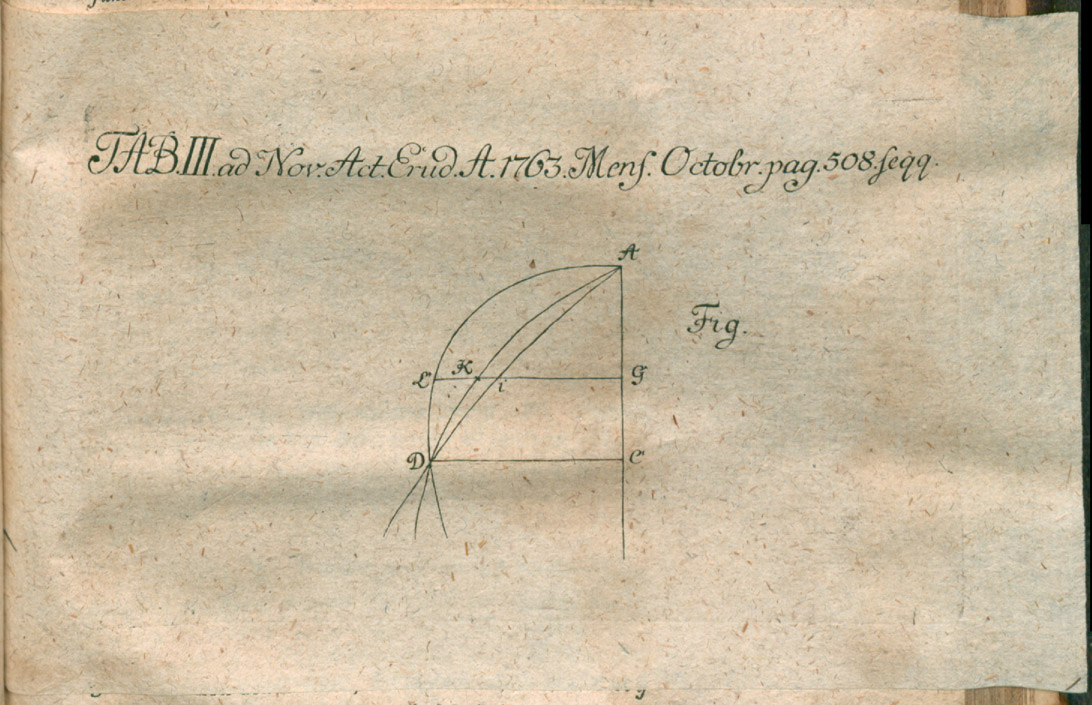
Illustration à l'article Methodus inveniendi curvas... publié sur les Acta Eruditorum du 1763

### Œuvres de Johann Nikolaus Tetens
- Gedanken über einige Ursachen, warum in der Metaphysik nur wenige ausgemachte Wahrheiten sind (1760)
- Abhandlung von den vorzüglichsten Beweisen des Daseins Gottes (1761)
- Über die Grundsätze und den Nutzen der Etymologie (1765-1766)
- Commentatio De Principio Minimi (1769)
- Über den Ursprung der Sprachen und der Schrift (1772)
- Über die allgemeine speculativische Philosophie (1775), nouvelle édition critique (2018)
- Philosophische Versuche über die menschliche Natur und ihre Entwickelung, vol. 1 and vol. 2 (1777), nouvelle édition (2014)
- "Ueber die Realität unsers Begriffs von der Gottheit. Erste Abtheilung über die Realität unsers Begriffs von dem Unendlichen" in Beyträge zur Beförderung theologischer und andrer wichtigen Kenntnisse, von kielischen und auswärtigen Gelehrten, herausg. von J.A. Cramer, Zweyter Teil, 1778, pp.137-206
- "Ueber die Realität unsers Begriffs von der Gottheit. Zwote Abtheilung Über den Verstand in der Gottheit gegen Hume" et "Von der Abhängigkeit des Endlichen von dem Unendlichen" in Beyträge zur Beförderung theologischer und andrer wichtigen Kenntnisse, von kielischen und auswärtigen Gelehrten, herausg. von J.A. Cramer, Vierter Teil, 1783, pp.3-96 ; pp.97-170
- Einleitung zur Berechnung der Leibrenten und Anwarschaften die vom Leben oder Tode einer oder mehrerer Personen abhangen mit Tabellen zum praktischen Gebrauch, vol. 1 and vol. 2
- Metaphysik (leçons de métaphysique professées à l'université de Kiel en 1789)

### Études sur Tetens
- Schlegtendal, Walther : Johann Nicolaus Tetens‘ Erkenntnistheorie, Diss. Halle, 1885, S.1-78
- Ziegler, Otto : Johann Nicolaus Tetens Erkenntnistheorie in Beziehung auf Kant, Diss. Leipzig, 1888. S.1-66
- Apitzsch, Arthur : Die Psychologischen Voraussetzungen der Erkenntniskritik Kants dargestellt und auf ihre Abhängigkeit von der Psychologie Chr. Wolfs und Tetens' geprüft. Nebst allgemeinen Erörterungen über Kants Ansicht von der Psychologie als Wissenschaft, Kolberg, Halle, 1897
- Brenke, Max : Johann Nicolaus Tetens’ Erkenntnistheorie vom Standpunkt des Kritizismus. Diss. Rostock, Boldt,1901. S.1-70
- Störring, Gustav : Die Erkenntnistheorie von Tetens. Eine historisch-kritische Studie, Leipzig, Engelmann, 1901,S.216-249
- Lorsch, Julius : Die Lehre vom Gefühl bei Johann Nicolas Tetens, Diss. Giessen, Münchow, 1906. S.1-59
- Schinz, Max : Die Moralphilosophie von Tetens, zugleich eine Einführung in das Studium der Ethik, Diss. Zürich, Teubner, 1906. S.I-IV, 1-152
- Schubert, Anna : Die Psychologie von Bonnet und Tetens mit besonderer Berücksichtigung des methodologischen Verfahrens derselben, Diss. Zürick, 1909, 124pp.
- Uebele, Wilhelm : Johann Nicolaus Tetens nach seiner Gesamtentwicklung betrachtet, mit besonderer Berücksichtigung des Verhältnisses zu Kant, Berlin, 1911, 238pp.
- Barnouw, Jeffrey : "The Philosophical Achievement and Historical Significance of Johann Nikolaus Tetens", in: Studies in Eighteenth Century 9 (1979)
- Barnouw, Jeffrey : "Psychologie empirique et épistémologie dans les Philosophische Versuche de Tetens", in: Archives de Philosophie, 46 (1983), pp.271-290
- Kuehn, Manfred : "Hume and Tetens", in: Hume Studies, 15 (1989) pp.356-375
- Baumgarten, Hans-Ulrich : Kant und Tetens. Untersuchungen zum Problem von Vorstellung und Gegenstand, M & P Verlag für Wissenschaft und Forschung, Stuttgart, 1992
- Hauser, Christian : Selbstbewußtsein und personale Identität. Positionen und Aporien ihrer vorkantischen Geschichte: Locke, Leibniz, Hume und Tetens ; ADB 37, Stuttgart, Bad Cannstatt, 1994
- Krouglov, Alexei N. : "Tetens und die Deduktion der Kategorien bei Kant", in Kant-Studien. Volume 104, 2013, Issue 4, pp.466–489.
- Stiening, Gideon et Thiel, Udo (dir.) : Johann Nikolaus Tetens (1736-1807). Philosophie in der Tradition des europäischen Empirismus, de Gruyter Verlag, Berlin, 2014.
- Paccioni, Jean-Paul (dir.), Tetens et la philosophie transcendantale, revue Astérion, n°18, 2018
- Lacaille, Julien : Vérité et Analogie. L'empirisme métaphysique de Johann Nicolaus Tetens, Classiques Garnier, Paris, 2024.